# AN/ALE-45

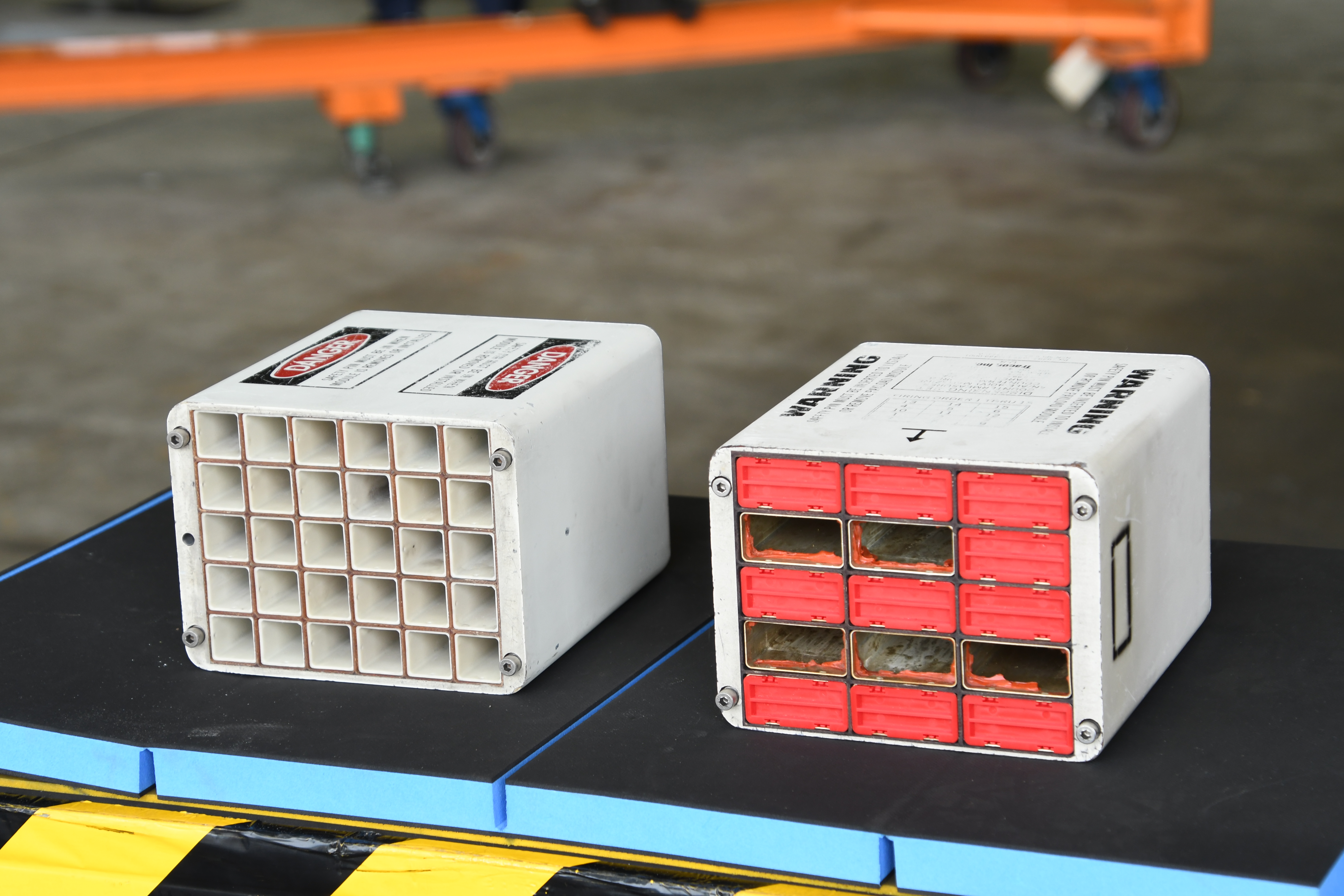
AN/ALE-45

Das AN/ALE-45 (JETDS-Bezeichnung) ist ein Täuschkörperwerfer für Kampfflugzeuge. Es wird von dem britischen Konzern BAE Systems produziert.

## Beschreibung
Das ALE-45 dient zum Ausstoßen von Chaff und Flares, um die F-15 Eagle vor infrarot- und radargelenkten Lenkflugkörpern zu schützen. Das System, welches primär aus vier Werfereinheiten im hinteren Bereich des Flugzeugrumpfes besteht, kann sowohl manuell, als auch autonom durch Raketen- und/oder Radar-Warnsysteme gesteuert werden. Um die Wirksamkeit der Gegenmaßnahmen zu erhöhen, wird der Täuschkörperausstoß automatisch auf die Flug- und Bedrohungslage angepasst.